# Metamorfik bystrzycko-orlicki
Metamorfik bystrzycko-orlicki (metamorfik Gór Bystrzyckich i Orlickich) – jednostka geologiczna we wschodniej części Sudetów. Geograficznie leży w Sudetach Środkowych, natomiast pod względem budowy geologicznej wchodzi w skład struktury zachodniosudeckiej, która sięga na wschód po nasunięcie ramzowskie.
Od północy graniczy z niecką śródsudecką, od północnego wschodu i wschodu z rowem Górnej Nysy. Za jego przedłużenie po wschodniej stronie rowu Górnej Nysy uważa się metamorfik Lądka i Śnieżnika. Niektórzy łączą te jednostki w metamorfik orlicko-kłodzki.
Wyróżnia się dwie serie skalne zbudowane ze skał metamorficznych: łupkową i gnejsową.
Seria łupkowa jest odpowiednikiem serii strońskiej. Składa się z łupków łyszczykowych z wkładkami łupków łyszczykowych z granatami, a także paragnejsów, amfibolitów, łupków kwarcowych, łupków grafitowych, marmurów kalcytowych i dolomitowych, skał wapienno-krzemianowych, erlanów.
Seria gnejsowa, zbudowana z gnejsów bystrzyckich, odpowiada gnejsom śnieżnickim i gierałtowskim. Są to gnejsy oczkowe, warstewkowe, drobnoziarniste, cienkolaminowane, niekiedy pręcikowe, generalnie z wyraźną foliacją. W serii gnejsowej, poza różnymi odmianami tych ostatnich, występują amfibolity.
Metamorfik bystrzycko-orlicki buduje podłoże Gór Orlickich, Pogórza Orlickiego i Gór Bystrzyckich. Jego południowo-zachodnia część znajduje na obszarze Czech.